# Далберт Енріке
Далберт Енріке (порт. Dalbert Henrique, нар. 8 вересня 1993, Барра-Манса) — бразильський футболіст, лівий захисник італійського «Інтернаціонале».

## Ігрова кар'єра
Народився 8 вересня 1993 року в місті Барра-Манса. Вихованець юнацьких команд футбольних клубів «Барра Манса», «Флуміненсе» та «Фламенго».
У дорослому футболі дебютував 2013 року виступами в Португалії за друголігову команду «Академіку» (Візеу), в якій провів два сезони, взявши участь у 39 матчах чемпіонату.
2015 року став гравцем вищолігової «Віторії» (Гімарайнш), з якої влітку наступного року за 2 мільйони євро перебрався до французької  «Ніцци». У цій команді був гравцем основного складу і провів у сезоні 2016/17 38 матчів в усіх турнірах.
9 серпня 2017 року 21 мільйон євро за трансфер захисника сплатив італійський «Інтернаціонале». У складі міланської команди протягом двох сезонів був гравцем ротації, додавши до свого активу 24 гри Серії A протягом двох сезонів.
Новий головний тренер «Інтера» Антоніо Конте, який прийшов до команди влітку 2019, не побачив перспектив для бразильця у своїй команді, і його було віддано в оренду до «Фіорентини». У складі «фіалок» був стабільним гравцем основного складу протягом сезону 2019/20.
У жовтні 2020 року також на умовах оренди повернувся до Франції, де став гравцем «Ренна». До кінця сезону взяв участь у 13 іграх Ліги 1.
Влітку 2021 року знову був відданий в оренди, цього разу до «Кальярі», де протягом сезону 2022/23 мав регулярну ігрову практику, після чого повернувся до «Інтера».

## Статистика виступів

### Статистика клубних виступів
Станом на 23 травня 2021
| Сезон                         | Команда                       | Чемпіонат                     | Чемпіонат | Чемпіонат | Національний кубок | Національний кубок | Національний кубок | Континентальні кубки | Континентальні кубки | Континентальні кубки | Інші змагання | Інші змагання | Інші змагання | Разом | Разом | Разом |
| Сезон                         | Команда                       | Ліга                          | Ігор      | Голів     | Ліга               | Ігор               | Голів              | Ліга                 | Ігор                 | Голів                | Ліга          | Ігор          | Голів         | Ігор  | Голів |       |
| ----------------------------- | ----------------------------- | ----------------------------- | --------- | --------- | ------------------ | ------------------ | ------------------ | -------------------- | -------------------- | -------------------- | ------------- | ------------- | ------------- | ----- | ----- | ----- |
| 2013–14                       | «Академіку» (Візеу)           | СЛ                            | 4         | 0         | КП+КЛ              | -                  | -                  | -                    | -                    | -                    | -             | -             | -             | 4     | 0     |       |
| 2014–15                       | «Академіку» (Візеу)           | СЛ                            | 35        | 1         | КП+КЛ              | 1+5                | 0+1                | -                    | -                    | -                    | -             | -             | -             | 41    | 2     |       |
| Усього за «Академіку» (Візеу) | Усього за «Академіку» (Візеу) | Усього за «Академіку» (Візеу) | 39        | 1         |                    | 6                  | 1                  |                      | -                    | -                    |               | -             | -             | 45    | 2     |       |
| 2015–16                       | «Віторія» (Гімарайнш)         | ПЛ                            | 25        | 0         | КП+КЛ              | 1+1                | 0                  | ЛЄ                   | -                    | -                    | -             | -             | -             | 27    | 0     |       |
| 2016–17                       | «Ніцца»                       | Л1                            | 33        | 0         | КФ+КЛ              | 1+0                | 0                  | ЛЄ                   | 4                    | 0                    | -             | -             | -             | 38    | 0     |       |
| лип.-серп. 2017               | «Ніцца»                       | Л1                            | 0         | 0         | -                  | -                  | -                  | ЛЧ                   | 2                    | 0                    | -             | -             | -             | 2     | 0     |       |
| Усього за «Ніццу»             | Усього за «Ніццу»             | Усього за «Ніццу»             | 33        | 0         |                    | 1                  | 0                  |                      | 6                    | 0                    |               |               |               | 40    | 0     |       |
| 2017–18                       | «Інтернаціонале»              | A                             | 13        | 0         | КІ                 | 1                  | 0                  | -                    | -                    | -                    | -             | -             | -             | 14    | 0     |       |
| 2018–19                       | «Інтернаціонале»              | A                             | 11        | 0         | КІ                 | 1                  | 1                  | ЛЧ+ЛЄ                | 0                    | 0                    | -             | -             | -             | 12    | 1     |       |
| 2019–20                       | «Фіорентина»                  | A                             | 31        | 0         | КІ                 | 3                  | 0                  | -                    | -                    | -                    | -             | -             | -             | 34    | 0     |       |
| 2020–21                       | «Ренн»                        | Л1                            | 13        | 0         | КФ                 | 0                  | 0                  | ЛЧ                   | 4                    | 0                    | -             | -             | -             | 17    | 0     |       |
| 2021–22                       | «Кальярі»                     | A                             | 27        | 0         | КІ                 | 3                  | 0                  | -                    | -                    | -                    | -             | -             | -             | 30    | 0     |       |
| 2022–23                       | [«Інтернаціонале»             | A                             | 0         | 0         | КІ                 | 0                  | 0                  | ЛЧ                   | 0                    | 0                    | СІ            | 0             | 0             | 0     | 0     |       |
| Усього за «Інтернаціонале»    | Усього за «Інтернаціонале»    | Усього за «Інтернаціонале»    | 24        | 0         |                    | 2                  | 1                  |                      | 0                    | 0                    |               | 0             | 0             | 26    | 1     |       |
| Усього за кар'єру             | Усього за кар'єру             | Усього за кар'єру             | 186       | 1         |                    | 17                 | 2                  |                      | 10                   | 0                    |               | -             | -             | 213   | 3     |       |